# Auslandschweizerrat
Der Auslandschweizerrat (ASR) fungiert nach eigenen Angaben als «Parlament der Fünften Schweiz», der die Anliegen der Auslandschweizer-Gemeinschaften aufnimmt und diese in der schweizerischen Öffentlichkeit und bei den Behörden vertritt. 
Der ASR tritt zweimal jährlich – einmal im Frühjahr in Bern und einmal jeweils im August im Rahmen des Auslandschweizer-Kongresses – an wechselnden Orten in der Schweiz zu einer ganztägigen Sitzung zusammen. In Diskussionen werden die Sichtweise und Position der Auslandschweizer zu aktuellen Themen erarbeitet und über wichtige Themen der Auslandschweizerpolitik beraten. 

## Zusammensetzung
Der Rat setzt sich aus Delegierten der Schweizergemeinschaften im Ausland einerseits sowie Vertretern der im Dienste der Fünften Schweiz tätigen Institutionen und Repräsentanten des schweizerischen öffentlichen Lebens andererseits zusammen. Er besteht zu mindestens drei Fünfteln aus Auslandmitgliedern und zu mindestens einem Viertel aus Inlandmitgliedern. Die Auslandmitglieder repräsentieren die Schweizergemeinschaften auf der ganzen Welt entsprechend ihrer zahlenmässigen Stärke. Sie werden alle vier Jahre durch die von der Auslandschweizer-Organisation anerkannten Schweizervereine bzw. deren Dachorganisationen gewählt. Die Inlandmitglieder werden vom Rat auf Vorschlag des Vorstandes gewählt. Es handelt sich dabei um Persönlichkeiten aus Politik, Wirtschaft und Kultur, die über die nötigen Fähigkeiten und Kanäle verfügen, um sich der Anliegen ihrer Mitbürger im Ausland anzunehmen und diese wirkungsvoll zu vertreten.
| Kontinent | Land / Ländergruppe     | Sitze |
| --- | ----------------------- | ----- |
| Europa | Frankreich              | 12    |
| | Deutschland             | 8     |
| | Italien                 | 6     |
| | Grossbritannien         | 5     |
| | Spanien                 | 4     |
| | Österreich              | 3     |
| | Niederlande             | 2     |
| | Belgien                 | 2     |
| | Schweden                | 1     |
| | Liechtenstein           | 1     |
| | Griechenland            | 1     |
| | Dänemark                | 1     |
| | Portugal                | 1     |
| | Norwegen                | 1     |
| | Türkei                  | 1     |
| | Ungarn                  | 1     |
| | Finnland                | 1     |
| | Irland                  | 1     |
| | Tschechische Republik   | 1     |
| | Luxemburg               | 1     |
| | Monaco                  | 1     |
| | EU-Ost                  | 1     |
| | Balkan                  | 1     |
| | Russland                | 1     |
| Amerika | USA                     | 8     |
| | Kanada                  | 5     |
| | Argentinien             | 3     |
| | Brasilien               | 3     |
| | Mexiko                  | 2     |
| | Chile                   | 2     |
| | Peru                    | 1     |
| | Kolumbien               | 1     |
| | Venezuela               | 1     |
| | Dominikanische Republik | 1     |
| | Ecuador                 | 1     |
| | Costa Rica              | 1     |
| | Paraguay                | 1     |
| Afrika | Südafrika               | 2     |
| | Ägypten                 | 1     |
| | Tunesien                | 1     |
| | Marokko                 | 1     |
| | Frei verfügbar          | 3     |
| Asien | Israel                  | 3     |
| | Thailand                | 2     |
| | China                   | 1     |
| | Philippinen             | 1     |
| | Singapur                | 1     |
| | Japan                   | 1     |
| | Arabische Emirate       | 1     |
| | Südasien                | 2     |
| | Zentralasien            | 1     |
| | Naher Osten             | 1     |
| | frei verfügbar          | 2     |
| Ozeanien | Australien              | 4     |
| | Neuseeland              | 2     |
| Schweiz |                         | 20    |
| Total |                         | 140   |
| Quelle: Sitzverteilung. In: SwissCommunity – Auslandschweizer Organisation (ASO). Abgerufen am 24. August 2021. |                         |       |

Die Geschäfte werden vom Vorstand und vom Auslandschweizer-Sekretariat vorbereitet und dem Rat zur Debatte vorlegt. Der Vorstand überwacht auch die Ausführung der Ratsbeschlüsse und stellt zwischen den Ratssitzungen die Kontinuität der Arbeiten sicher. Er tritt in der Regel zu drei bis vier ganztägigen Sitzungen pro Jahr zusammen.

## Aufgabe und Zweck
Die Organisation fördert den Dialog zwischen Inland- und Auslandschweizern und deren Integration im schweizerischen öffentlichen Leben. Er unterstützt die Entscheidungsfindung im politischen Prozess und bewahrt durch seine Arbeit die Chancengleichheit der Auslandschweizerinnen und Auslandschweizer im Vergleich zu den Inlandschweizern, beispielsweise in Bezug auf gute Ausbildungen, Sicherung der AHV/IV oder verschiedener Bürgerrechte wie Abstimmen und Wählen trotz Wohnsitz im Ausland. Der ASR leistet damit einen ganz wesentlichen Beitrag zum Erhalt der schweizerischen Identität, gerade bei Schweizer Bürgern, die im Ausland leben. 

## Wirkung
Einige wichtige Errungenschaften zugunsten der Fünften Schweiz sind mit wesentlicher Mithilfe des ASR erreicht worden. Es sind dies unter anderen: 
- Verankerung des Status der Auslandschweizer in der Bundesverfassung (Artikel 40)
- Bewahrung der freiwilligen AHV/IV bei Auswanderung
- Existenzsicherung einzelner Auslandschweizer durch den Solidaritätsfonds
- Bürgerrechtsrevisionen zugunsten der Fünften Schweiz
- Regelmäßige Information der Auslandschweizer durch die Zeitschrift „Schweizer Revue“
- Förderung der Ausbildung der jungen Auslandschweizerinnen und Auslandschweizer
- Einführung des brieflichen Stimm- und Wahlrechts
- Markante Erhöhung der Präsenz der Auslandschweizer in der schweizerischen Öffentlichkeit

## Relevanz
Die Thematik der Auslandschweizer wird im Zuge der zunehmenden, auch internationalen Mobilität der Schweizerinnen und Schweizer (u. a. durch die bestehende Personenfreizügigkeitsverträge mit der EU und die zunehmende Internationalisierung der Welt) immer wichtiger. Wohnen und Arbeiten im Ausland wird für Schweizer Bürger zunehmend zur großen Chance. Dennoch ist es wichtig, dass bestimmte Rechte und Pflichten für die Auslandschweizer im Heimatland bestehen bleiben, stellvertretend seien hier beispielsweise eine funktionierende Altersvorsorge bei einer Rückkehr in die Schweiz oder gleiche Chancen auf Bildung in der Schweiz wie die Inlandschweizer sie haben, genannt. 

## Freiwilliges Engagement
Der ASR lebt vor allem vom Engagement der Mitglieder, welche für die Sache der Fünften Schweiz zweimal jährlich auf eigene Kosten in die Schweiz an die Zusammenkünfte reisen. Die Mitglieder werden für ihr Engagement im Rat mit einem gemeinsamen Mittagessen entschädigt und haben die Möglichkeit, für die Deckung der Anreisespesen ein kleines Taggeld von max. 160.- CHF/pro Jahr und Mitglied zu beziehen. Längst nicht alle der Ratsmitglieder jedoch nutzen dieses Angebot, weil nicht die Entschädigung, sondern die Verbesserung der Situation der Auslandschweizer im Vordergrund steht. Für die Integration der Auslandschweizer und die Vertretung derer Anliegen in der schweizerischen Öffentlichkeit sind sie bereit, den Aufwand auf sich zu nehmen, auf eigene Kosten zweimal pro Jahr in die Schweiz zu reisen und so dem ASR Glaubwürdigkeit zu verleihen und Verbesserungen für die Auslandschweizer zu bewirken. 